# فهد باشا
فهد باشا هو لاعب كرة قدم كويتي من مواليد عام 1989، ويلعب مع نادي العربي الكويتي منذ موسم 2008/2009.[بحاجة لمصدر]